# Pais (bướm đêm)
Pais là một chi bướm đêm thuộc họ Noctuidae.